# Gottfried Petri
Gottfried Petri (* 16. Januar 1713 in Eppenrod; † 5. Mai 1781) war ein deutscher Geistlicher.

## Leben
Gottfried Petri war ein Sohn des Konsistorialrats Johann Daniel Petri. Nach seiner ersten Schulbildung in Eppenrod, das damals zur anhalt-bernburgischen Grafschaft Holzappel gehörte, besuchte er von 1729 bis 1731 die Gymnasien in Herborn und Bremen. Er widmete sich dem Studium der Theologie und wurde, nachdem er 1732 erstmals die Kanzel betreten hatte, 1734 unter die Kandidaten des Predigeramts in Bremen aufgenommen. Nach der dort erhaltenen Ordination ernannte ihn der Fürst Viktor Amadeus Adolf von Anhalt-Bernburg-Schaumburg-Hoym im März 1737 zu seinem Hofprediger. Er übernahm zugleich den Religionsunterricht der Prinzen Karl Ludwig und Franz Adolf. Im November 1739 wurde er Oberprediger in Hoym im Anhalt-Bernburgischen. Diese Stelle behielt er bis zu seinem 1781 im Alter von 68 Jahren erfolgten Tod.
In den Schriften der anhaltisch deutschen Gesellschaft, deren Mitglied Petri war, befinden sich mehrere Abhandlungen und Aufsätze von ihm, so u. a.:
- Schreiben zum Nutzen des Tadels (1. Bd., 1. St., S. 90 ff.)
- Zweites Schreiben zum Nutzen des Tadels (1. Bd., 3. St., S. 163 ff.)
- Untersuchung der Frage, ob es eine Kunst sei, dass ein Deutscher deutsch rede? (1. Bd., 6. St., S. 431 ff.)
- Fortgesetzte Untersuchung dieser Frage (2. Bd., 1. St., S. 44 ff.)
- Rede von der Verbindlichkeit eines Gottesgelehrten, sich auf die Richtigkeit und Reinheit der deutschen Sprache zu legen (2. Bd., 3. St., S. 208 ff.)